# Ruisseau de Tailladès
Le ruisseau de Tailladès est une  rivière du sud-ouest de la France, affluent du ruisseau de Lévandès sous-affluent de la Garonne par la Truyère et le Lot.

## Géographie
De 16 km de longueur, le ruisseau de Tailladès prend sa source dans le département de la Cantal commune de La Trinitat et se jette dans le ruisseau de Lévandès en rive gauche sur la commune de Jabrun.

## Départements et communes traversées
- Cantal : Lieutadès, Jabrun, La Trinitat, Saint-Urcize.

## Principaux affluents
- Ruisseau d'Yrisson : 3,9 km
- Ruisseau de Liourte : 4,3 km